# Suzanne Lippens-Orban
Suzanne Lippens-Orban (Bruselas (Bélgica), 1887 - 1971) fue una feminista, enfermera y política belga que luchó principalmente por los derechos de las enfermeras después de la Primera Guerra Mundial.

## Biografía

### Infancia
Nació en Bruselas el 3 de junio de 1887. Su padre era Alfred Orban y su madre Jeanne Van Volxem, miembros de una familia de la nobleza belga. En agosto de 1906, a los 19 años, se casó con Paul Lippens. Tuvieron 3 hijos, Renée, Jean y Robert.

### Formación
En 1908 comenzó su formación profesional como enfermera. Cuando la Primera Guerra Mundial comenzó, su marido fue a la guerra y los niños a un lugar seguro en Suiza. Suzanne Lippens-Orban trabajó en los hospitales en Gante para tratar a los soldados. Fue asignada al hospital del Océano, en el frente del Yser, donde vio como su marido sucumbió a sus heridas hasta la muerte el 20 de agosto de 1915. Continuó trabajando en el hospital y creó lazos de amistad que mantuvo toda su vida.

## Lucha

### Asociaciones
Durante la guerra se hizo cargo de una primera asociación que se llamaba La familia de la enfermera. Más tarde, en 1921, creó las Mutualidad Nacional de enfermeras y trabajadores sociales, con la ayuda de la señora Rolin-Hysmans y la Cruz Roja de Bélgica. Ella, aseguró la vicepresidenta de la mutua hasta el día de su muerte. Las reuniones que organizaba regularmente la llevaron a fundar la Asociación de Enfermeras de la frente 14-18. Luchó para hacer reconocer sus derechos a una jubilación digna. Cerca de los círculos feministas, se unió a la CNFB - Consejo Nacional de las Mujeres belgas - en 1918, bajo la influencia de Marthe Boël y Elise Soyer. En 1935, dejó el Consejo General de la Cruz Roja de Bélgica asumiendo al mismo tiempo la vicepresidencia del Consejo Nacional de la Mujer belgas. Durante el período de entreguerra fue también activa en la Liga Nacional contra la tuberculosis. Y fue durante la Segunda Guerra Mundial, cuando formó parte de los servicios de inteligencia y ocultó a Judíos y combatientes de la resistencia.

### Política
También era una mujer políticamente activa. Fue una de los fundadoras de la Federación Nacional de Mujeres Liberales y se presentó a las elecciones locales en 1921. Se convirtió en miembro del consejo comunal de Bruselas, y muchas veces intervino para mejorar las condiciones de vida de las mujeres y los niños, así como para la modernización de las maternidades. Fue un gran viajera y ha participado en muchas de conferencias feminista internacionales. Viajó mucho con Magdeleine Leroy-Boy, con quien visitó muchos países. En 1967, hizo su último viaje a la India y Nepal.

### Reconocimiento
Recibió en 1951 la medalla Florence Nightingale, la más alta distinción de la Cruz Roja Internacional y fue nombrada también “caballero de la Orden de Leopoldo” y oficial de la Orden de Leopoldo II.
Falleció el 17 de octubre en 1971.